# 鹿児島電気軌道1形電車
鹿児島電気軌道1形電車（かごしまでんききどう1がたでんしゃ）は、1912年12月1日に運用開始された鹿児島電気軌道の路面電車車両。

## 概要
谷山 - 武之橋間の運行のために準備された。

## 歴史

### 年表
- 1912年(大正1年) - 1~7号が製造される[2]。
- 1914年(大正3年)、1915年(大正4年) - 8~17号が製造される[2]。
- 1928年(昭和3年)7月1日 - 鹿児島市交通局へ全車両が継承される[2]。
- 時期不明 - 改番され1 - 6へ整理[1]。
- 1951年(昭和26年) - 3~5号廃車[1]。
- 1960年 - 2号廃車[1]。
- 1961年(昭和36年) - 6号廃車[1]。
- 1964年(昭和39年) - 1号廃車[1]。

## 車番の変更
被災に伴い残存した6両を1 - 6へ改番した。